# NGC 129
Az NGC 129 egy nyílthalmaz a Cassiopeia (Kassziopeia) csillagképben.

## Felfedezése
William Herschel fedezte fel 1788. december 16-án.

## Tudományos adatok
Vizuálisan körülbelül a mérete megegyezik az NGC 225 vizuális méretével.
Egy 21'-nyi területen 35 csillag együttese.
Az NGC 225 nyílthalmaz 43 km/s sebességgel közeledik felénk.
A becsült kora körülbelül 76 millió év.

## Megfigyelési lehetőség
Ideális esetben, tiszta égbolton kis fényszennyezettség mellett egy kis nagyítású távcsővel is megfigyelhető.